# كوني ريا
كوني ريا (27 يناير 1935 في الولايات المتحدة - ) (بالإنجليزية: Connie Rea)‏ هو لاعب كرة سلة أمريكي في مركز مدافع مسدد الهدف. لعب مع بالتيمور باليتس.

## وصلات خارجية
- كوني ريا على موقع إن بي أي (الإنجليزية)
- كوني ريا على موقع سبورتس رفرنس (الإنجليزية)
- كوني ريا على موقع ريلجم (الإنجليزية)